# Công giáo tại Campuchia

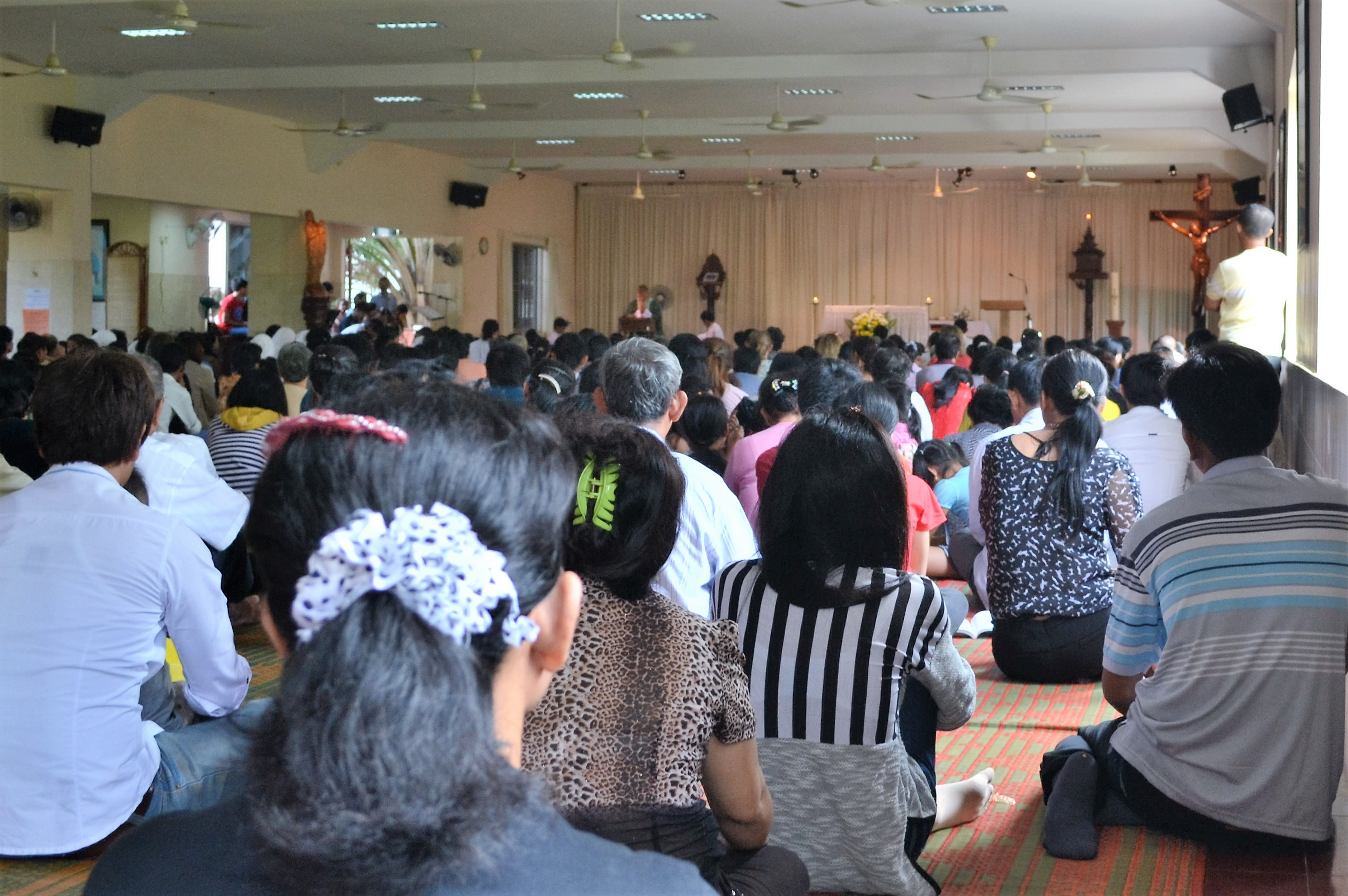
Thánh lễ tại nhà thờ Thánh Joseph thuộc Hạt Đại diện Tông tòa Phnôm Pênh

Giáo hội Công giáo tại Campuchia là một phần của Giáo hội Công giáo toàn cầu, đặt dưới sự lãnh đạo tinh thần của Giáo hoàng tại Roma. Trong suốt chiều dài lịch sử của Giáo hội Công giáo Campuchia, tỷ lệ giáo dân trong tổng dân số Campuchia là rất nhỏ và phần lớn trong số đó là người Việt; vào năm 2005, có khoảng hai phần ba tổng số giáo dân tại Campuchia là người Việt.
Giáo hội Campuchia trải qua một giai đoạn phát triển chậm vào thế kỷ 20, với vị linh mục bản xứ đầu tiên được truyền chức vào năm 1957 và trải qua cuộc đàn áp và cấm đạo tàn khốc của chính quyền cộng sản Khmer Đỏ – gần như đã khiến cho Giáo hội bị xóa sổ. Từ đầu thập niên 1990, với sự kiện tái lập một chủng viện cùng thánh lễ truyền chức cho vị linh mục bản xứ đầu tiên trong hàng thập kỷ, Giáo hội Công giáo Campuchia dần dần được vực dậy và phát triển.

## Lịch sử

### Thời kỳ sơ khai
Sứ mệnh rao giảng tin mừng Kitô giáo đầu tiên được biết đến tại Campuchia được thực hiện từ năm 1555 đến năm 1556 bởi linh mục người Bồ Đào Nha Gaspar da Cruz thuộc dòng Anh Em Giảng Thuyết. Theo tường thuật của ông, kế hoạch truyền giáo khó khăn của ông đã bị thất bại hoàn toàn; ông nhận thấy vị vua trị vì đất Campuchia là một người "Đại ngã" và cả các bề tôi của vua cũng là những người "Đại ngã". Linh mục Gaspar cũng phát hiện ra rằng "các tín đồ Đại ngã là những người khó bị thuyết phục cải đạo nhất" cũng như việc người dân không dám cải đạo nếu không được sự cho phép của nhà vua. Ông đã rời bỏ xứ Campuchia trong sự thất vọng và cho rằng mình "chưa làm phép rửa tội cho một người lương nào thêm kể từ khi người duy nhất được rửa tội chết". Mặc dù Campuchia bị thực dân Pháp đô hộ xuyên suốt thế kỷ 19, đạo Kitô không có nhiều tác động đối với quốc gia này.

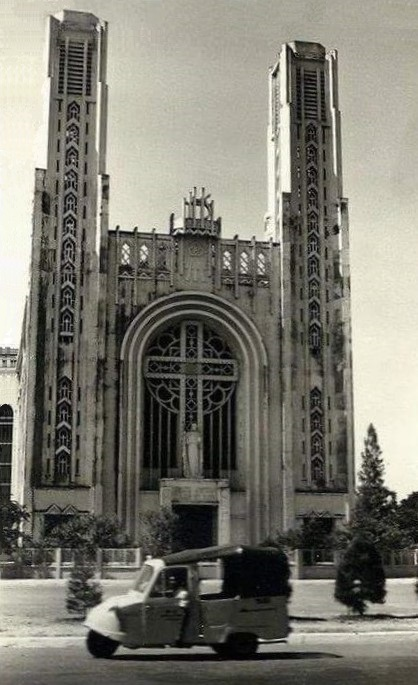
Nhà thờ Phnôm Pênh trước khi bị phá hủy vào năm 1970

### Giáo hội phát triển chậm rãi và nguy cơ bị xóa sổ
Vào năm 1934, nhà truyền giáo Kháng Cách người Mỹ là Arthur L. Hammond đã dịch và cho xuất bản cuốn Kinh Thánh Tân Ước bằng tiếng Khmer vào năm 1934 và đến năm 1940 thì hoàn thành bản dịch toàn bộ Kinh Thánh bằng tiếng Khmer. Tuy vậy phải đến năm 1954 thì toàn bộ bản văn Kinh Thánh bằng tiếng Khmer mới được cho xuất bản.
Linh mục bản xứ đầu tiên của Campuchia là Simon Chhem Yen, thụ phong ngày 7 tháng 11 năm 1957. Linh mục Paul Tep Im Sotha và linh mục Joseph Chhmar Salas lần lượt thụ phong vào năm 1959 và 1964. Theo số liệu thống kê của thành Vatican, số lượng giáo dân Công giáo tại Campuchia vào năm 1953 là 120.000 người (ước tính có 50.000 người Việt sống tại Campuchia là người Công giáo) và đạo Công giáo khi đó là tôn giáo có số lượng tín đồ lớn thứ hai tại Campuchia. Trước khi người Việt di cư về nước vào năm 1970 và 1971, có thể đã có tới 62.000 Kitô hữu sống ở Campuchia.
Một lượng lớn người Công giáo gốc Việt đã di cư về Việt Nam sau khi tướng Lon Nol trở thành Tổng thống Cộng hòa Khmer (chính quyền quân quản) vào năm 1970. Vào cùng năm đó, một đại chủng viện bị buộc đóng cửa vô thời hạn – tuy vậy người giáo dân vẫn được hưởng sự bảo hộ của nhà nước. Đến năm 1972, có lẽ có khoảng 20.000 Kitô hữu sinh sống tại Campuchia, hầu hết trong số họ là Công giáo. Nhiều người Công giáo còn sót lại ở Campuchia năm 1972 là người châu Âu, chủ yếu là người Pháp và người Campuchia có bố hoặc mẹ là người Pháp. Tuy nhiên trong giai đoạn 1975–1979, chính quyền cộng sản của Khmer Đỏ đã gần như xóa sổ đạo Công giáo trong nước Campuchia, bức tử ⅔ số giáo dân Campuchia trong các trại lao động, mà một trong số đó là giám mục Joseph Chmar Salas; một bộ phận giáo dân khác thì bị hành quyết cách bừa bãi, trong đó có linh mục Paul Tep Im Sotha. Linh mục François Ponchaud thuộc Hội Thừa sai Paris là người phương Tây đầu tiên tố cáo những tội ác do chế độ Khmer Đỏ gây ra thông qua bài đăng trên báo La Croix ngày 24 và 25 tháng 10, báo Le Monde ngày 17 và 25 tháng 10 năm 1975, và trong cuốn sách Cambodge: Année Zéro của ông vào năm 1977.

### Giáo hội tái sinh

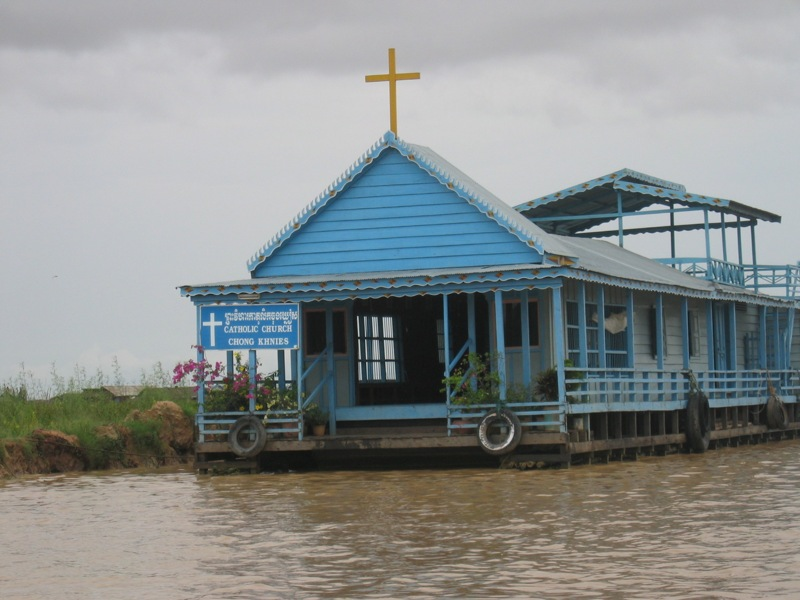
Nhà thờ thánh Paulus tại phường Chong Khnies, thành phố Xiêm Riệp là một nhà thờ nổi

Vào năm 1989, Hiến pháp mới của Nhà nước Campuchia được thông qua và mở đường cho quyền tự do tôn giáo, dù vậy thì việc rao giảng Kitô giáo vẫn chưa được Hội đồng Bộ trưởng cho phép. Đến tháng 3 năm 1990, chính phủ Campuchia chấp thuận cho một nhóm giáo dân Công giáo mừng kính Lễ Phục Sinh, đánh dấu lần đầu tiên trong vòng 15 năm người Công giáo được cử hành nghi thức thờ phượng cách công khai.
Năm 1990, đã có nhiều nỗ lực nhằm tái thiết một chủng viện trong các trại tỵ nạn dành cho người Khmer tại Thái Lan và đến năm 1991, chủng viện ấy đã được khôi phục; lần đầu tiên trong lịch sử của Giáo hội Campuchia, các bài giảng được thực hiện hoàn toàn bằng tiếng Khmer. Năm 1992, chủng viện được di dời về thành phố Battambang nhờ công lao của 4 chủng sinh cùng với linh mục Bernard Dupraz, người đã thuê một căn nhà làm trụ sở của chủng viện. Sau đó, thấy rằng các vật dụng cần thiết cho việc đào tạo chủng sinh còn khan hiếm trong thành phố, nên các thành viên đã phải nhờ linh mục François Ponchaud và nữ tu Gilberte Masson mang các tư liệu giảng dạy được bỏ trong bao tải đến chủng viện cách kín đáo mà không báo cáo cho lực lượng biên phòng Thái Lan. Cùng trong năm 1991, vào ngày 25 tháng 7, giám mục Yves Ramousse được bổ nhiệm làm Đại diện Địa phận Phnôm Pênh, rồi đến tháng 12 thì ông được bổ nhiệm làm Giám quản tông tòa Battambang dưới triều Giáo hoàng Ioannes Paulus II.
Giám mục Ramousse kể lại rằng vào năm 1993, linh mục Dupraz đã mua một mảnh đất thuộc giáo xứ Battambang trước năm 1970 và là người duy nhất chịu trách nhiệm gầy dựng lại Hội thánh Công giáo trên một khu vực có diện tích bằng ⅓ nước Campuchia. Các chủng sinh dường như đã trở thành những vị đại diện của linh mục Dupraz trong quá trình rèn luyện, và về sau họ được đưa đến các vùng đất xa xôi như Seri Saophoan hay Siem Reap để làm báo cáo tình hình thực tế.
Ngày 25 tháng 3 năm 1994, Campuchia chính thức thiết lập quan hệ ngoại giao với Tòa Thánh. Tháng 7 năm 1995, linh mục Pierre Sophal Tonlop trở thành vị linh mục người Campuchia đầu tiên được truyền chức trong hơn 20 năm. Một bản dịch Kinh Thánh tiếng Khmer mới và mang tính đại kết hơn đã được xuất bản vào tháng 6 năm 1998 trên cơ sở cải thiện bản dịch Kinh Thánh năm 1954 của ông Arthur L. Hammond. Đến tháng 10 cùng năm, chủng viện do linh mục Dupraz làm đầu đã được dời về thành phố Phnôm Pênh và đổi tên thành Đại chủng viện Thánh Ioannes Maria Vianney theo như nguyện vọng của các chủng sinh, mà một trong số họ là anh Dominique Nget Viney, về sau anh trở thành người Campuchia thứ hai được truyền chức linh mục (sau linh mục Pierre Sophal Tonlop).
Thời kỳ phục hồi của Giáo hội Công giáo Campuchia đã chứng kiến một vụ bạo lực bằng lựu đạn xảy ra vào ngày 17 tháng 10 năm 1996 tại trường Banteay Priep, thuộc huyện Angk Snuol, tỉnh Kandal. Đây là một trường dạy nghề thuộc dòng Tên dành cho người khuyết tật. Sau khi bị nhân viên của trường buộc thôi học vì hành vi gây rối của mình, anh Soram – một học sinh người Campuchia từng làm bộ đội – đã đe dọa rằng anh sẽ ném một quả lựu đạn cầm tay vào một lớp học với nhiều học sinh. Khi Soram tiến về phía lớp học, một chủng sinh và nhà truyền giáo dòng Tên người Phillipines là Richard Fernando (26 tuổi, thường được gọi là "Richie") đã lại gần và khống chế Soram để ngăn anh không ném quả lựu đạn vào trong lớp học, khiến Soram vô tình làm rơi quả lựu đạn xuống đất và khiến quả lựu đạn bị kích nổ. Anh Fernando đã qua đời sau vụ nổ, còn Soram thì sống sót vì được anh Fernando che đỡ. Quỹ Truyền thông dòng Tên có trụ sở tại Philippines đã cho sản xuất một bộ phim tài liệu về cuộc đời của anh Fernando mang tên Greater Love: In Memory of Richie Fernando, SJ (n.đ. 'Tình yêu vĩ đại: Tưởng nhớ anh Richie Fernando, SJ') vào năm 1999.

## Thống kê và tổ chức địa phận của Giáo hội
Số liệu ước tính về số người Công giáo tại Campuchia có sự thay đổi qua các năm. Vào năm 1994, hãng thông tấn UCA News cho biết có khoảng 25.000 người Công giáo sống tại Campuchia. Sau đó vào năm 2005, linh mục chánh xứ Phnôm Pênh là Bob Piche cho rằng số lượng giáo hữu Công giáo rơi vào khoảng 25.000, ám chỉ rằng không có thêm tín hữu mới nào gia nhập Hội thánh. Theo số liệu của giám mục Ramousse vào năm 2015, có khoảng 20.000 người Công giáo sinh sống tại Campuchia, chiếm khoảng 0,15% tổng dân số. Tuy vậy, Peter Ford của tờ The Diplomat lại cho rằng con số này là 75.000 vào năm 2017.
Theo số liệu của G-Catholic, Giáo hội Công giáo Campuchia, cho đến ngày 31 tháng 12 năm 2021, có 21.000 giáo dân trên tổng số 16,7 triệu người dân; 69 giáo xứ và 3 giáo điểm truyền giáo, cũng như 41 cơ sở tôn giáo khác. Giáo hội tại đây, cũng theo trang tin này, gồm có 1 giám mục, 85 linh mục (14 linh mục triều và 71 linh mục dòng), 23 đại chủng sinh và 189 tu sĩ (25 nam tu và 164 nữ tu).
Giáo hội Công giáo tại Campuchia không có giáo phận nào nhưng có một hạt đại diện tông tòa (do giám mục quản nhiệm) và hai hạt phủ doãn tông tòa (do linh mục quản nhiệm).
- Hạt Đại diện Tông tòa Phnôm Pênh
- Hạt Phủ doãn Tông tòa Battambang
- Hạt Phủ doãn Tông tòa Kampong Cham

### Sách
- Ponchaud, François (2012). The Cathedral in the Rice Paddy: The 450 Year Long History of the Church in Cambodia (bằng tiếng Anh). Catholic Catechetical Centre Cambodia. ISBN 978-99963-13-08-0.
- Bučko, Ladislav; Rauschová, Elena; Tretiaková-Adamcová, Jana (2020). "The Search for a Current Mission Model in Cambodia". International Review of Mission (bằng tiếng Anh). Quyển 109 số 1. tr. 27–39. doi:10.1111/irom.12307. ISSN 1758-6631. S2CID 219410925.

### Khác
1. 1 2  Post Staff (ngày 25 tháng 3 năm 2005). "Vanquished in the 70s, Catholic Church still on the mend" [Bị đàn áp từ thập niên 70, Giáo hội Công giáo Campuchia hiện đang trên đà hồi phục]. The Phnom Penh Post (bằng tiếng Anh). Post Media Co. Ltd. Bản gốc lưu trữ ngày 10 tháng 6 năm 2020. Truy cập ngày 10 tháng 4 năm 2020.
2. ↑  Ford, Peter (ngày 14 tháng 3 năm 2017). "Cambodia, Catholicism, and Cauliflower" [Campuchia, Đạo Công giáo và Súp lơ]. The Diplomat (bằng tiếng Anh). huyện Kien Svay, Campuchia: Diplomat Media Inc. Lưu trữ bản gốc ngày 12 tháng 8 năm 2017. Truy cập ngày 10 tháng 4 năm 2020.
3. ↑  Boxer, Charles Ralph; Pereira, Galeote; Cruz, Gaspar da; Rada, Martín de (1953), South China in the sixteenth century: being the narratives of Galeote Pereira, Fr. Gaspar da Cruz, O.P. (and) Fr. Martín de Rada, O.E.S.A. (1550–1575), Issue 106 of Works issued by the Hakluyt Society, Printed for the Hakluyt Society, tr. lix, 59–63, Bản gốc lưu trữ ngày 7 tháng 3 năm 2024, truy cập ngày 20 tháng 11 năm 2018
4. ↑  Ravasco, Gerard G. (tháng 3 năm 2004). Towards a Christian Pastoral Approach to Cambodian Culture (PDF) (Luận văn). South African Theological Seminary. tr. 19. Truy cập ngày 4 tháng 1 năm 2021. Lưu trữ ngày 7 tháng 4 năm 2023 tại Wayback Machine
5. ↑  Descallar, Blas; Ange, Mary. "Msgr. Paul Tep Im Sotha" (PDF). Our Lady of the Assumption Catholic Parish (bằng tiếng Anh). Lưu trữ (PDF) bản gốc ngày 8 tháng 2 năm 2023. Truy cập ngày 4 tháng 1 năm 2021.
6. 1 2  Hinh, Thien-Huong (2017). Race, Gender, and Religion in the Vietnamese Diaspora: The New Chosen People. Palgrave MacMillan. tr. 110. ISBN 978-3-319-57168-3. Bản gốc lưu trữ ngày 7 tháng 3 năm 2024. Truy cập ngày 6 tháng 7 năm 2020.
7. 1 2 3 4 5 6 7 8  Senechal, Vincent Yves. "Priestly Formation in the Asian Contexts: Application of the Church's Teachings to the Church and the Society in Cambodia" (PDF). Catholic Theology and Thought. số Special. tr. 145–153. Bản gốc (PDF) lưu trữ ngày 14 tháng 4 năm 2022. Truy cập ngày 9 tháng 7 năm 2020.
8. ↑  "Church in Cambodia". UCA News (bằng tiếng Anh). ucanews.com. Bản gốc lưu trữ ngày 7 tháng 4 năm 2023. Truy cập ngày 12 tháng 7 năm 2020.
9. ↑  "Apostolic Vicariate of Phnom-Penh". UCA News (bằng tiếng Anh). Union of Catholic Asian News Limited. Lưu trữ bản gốc ngày 7 tháng 4 năm 2023. Truy cập ngày 4 tháng 1 năm 2021.
10. ↑  "Diplomatic Relations Between Cambodia and Holy See Finalized". UCA News (bằng tiếng Anh). Union of Catholic Asian News Limited. ngày 29 tháng 3 năm 1994. Lưu trữ bản gốc ngày 7 tháng 4 năm 2023. Truy cập ngày 9 tháng 1 năm 2021.
11. ↑  "Cambodians See First Religious Profession in 20 Years". UCA News (bằng tiếng Anh). Union of Catholic Asian News Limited. ngày 12 tháng 9 năm 1996. Lưu trữ bản gốc ngày 9 tháng 5 năm 2021. Truy cập ngày 7 tháng 3 năm 2024.
12. ↑  "Ordination d'un évêque coadjuteur à Phnom Penh". Missions Éntrangères de Paris (bằng tiếng Pháp). ngày 18 tháng 3 năm 2010. Lưu trữ bản gốc ngày 10 tháng 4 năm 2023. Truy cập ngày 3 tháng 7 năm 2020.
13. ↑  "New Ecumenical Khmer Bible Brings Together Catholics and Protestants". UCA News (bằng tiếng Anh). Union of Catholic Asian News Limited. ngày 9 tháng 6 năm 1998. Lưu trữ bản gốc ngày 9 tháng 4 năm 2023. Truy cập ngày 4 tháng 1 năm 2021.
14. ↑  Vittachi, Imran (ngày 31 tháng 10 năm 1996). "Death returns to the House of Doves". The Phnom Penh Post (bằng tiếng Anh). Post Media Co. Ltd. Lưu trữ bản gốc ngày 10 tháng 4 năm 2023. Truy cập ngày 9 tháng 1 năm 2021.
15. ↑  "The story of the 26 year-old Filipino Jesuit on the road to sainthood". Catholic News Agency (bằng tiếng Anh). Manila, Philippines: EWTN News, Inc. ngày 2 tháng 8 năm 2017. Lưu trữ bản gốc ngày 11 tháng 1 năm 2021. Truy cập ngày 9 tháng 1 năm 2021.
16. ↑  "Grenade blast kills RP priest in Phnom Penh". Manila Standard (bằng tiếng Anh). Phnom Penh: Kamahalan Publishing Corp. Reuters. ngày 20 tháng 10 năm 1996. tr. 6. Lưu trữ bản gốc ngày 10 tháng 4 năm 2023. Truy cập ngày 9 tháng 1 năm 2021.
17. ↑  "Lenten shows from the Jesuits". Philippine Daily Inquirer (bằng tiếng Anh). The Philippine Daily Inquirer, Inc. ngày 19 tháng 4 năm 2000. tr. B10. Lưu trữ bản gốc ngày 7 tháng 4 năm 2023. Truy cập ngày 15 tháng 4 năm 2022.
18. ↑  JesCom (ngày 16 tháng 10 năm 2018). Greater Love in memory of Richie Fernando. YouTube. Google LLC. Lưu trữ bản gốc ngày 28 tháng 4 năm 2023. Truy cập ngày 15 tháng 4 năm 2022.
19. ↑  
"Catholic Church in Kingdom of Cambodia (Cambodia)" [Giáo hội Công giáo tại Vương quốc Campuchia (Campuchia), số liệu] (bằng tiếng Anh). G Catholic. Lưu trữ bản gốc ngày 7 tháng 3 năm 2024. Truy cập ngày 7 tháng 3 năm 2024.
20. ↑  "Catholic Church in Kingdom of Cambodia (Cambodia), Jurisdictions" [Giáo hội Công giáo tại Vương quốc Campuchia (Campuchia), khu vực quản lý] (bằng tiếng Anh). G Catholic. Truy cập ngày 10 tháng 3 năm 2024.